# 小玫·卡頓
小玫·卡頓（Rosie Cotton）是托爾金（J. R. R. Tolkien）奇幻小說中土大陸裡的虛構角色，為居住在夏爾的哈比人:16。
小玫·卡頓是托曼·卡頓（Tolman Cotton）及莉莉·布朗（Lily Brown）的女兒，也是托曼、威爾康、包曼及卡爾的親姐妹。她和山姆·詹吉（Samwise Gamgee）是青梅竹馬的好友。當魔戒聖戰（War of the Ring）結束後，山姆返回夏爾，他們在第三紀元3020年結婚。山姆及小玫共育有十三名孩子（伊拉諾、佛羅多、小玫、梅里、皮聘、金毛、哈姆法斯特、戴西、櫻草花、比爾博、盧比、羅賓、托曼），多數以山姆和小玫的朋友親屬命名。
在山姆和小玫的晚年，他們曾去剛鐸住了一段時間。第四紀元61年，小玫去世，山姆在翌年離開中土大陸，前往海外仙境（Undying Lands）。
托爾金本人曾在書信中說：
「我想山姆和小玫的鄉土戀愛在他的英雄事跡中是不可缺少的，與普通生活有關的題材（呼吸、飲食、工作）及他的任務和犧牲，都是純潔美麗的。」- 1951年托爾金的信箋

## 改編
在彼得·傑克森的《魔戒電影三部曲》電影裡，小玫居住在袋邊街10號，同時也是綠龍酒店（Green Dragon）的女侍應；該角由莎拉·麥里歐（Sarah McLeod）飾演。